# Rēzekne distrikt
Rēzekne distrikt (lettiska: Rēzeknes rajons) var till 2009 ett administrativt distrikt i Lettland, beläget i den östra delen av landet, ca 240 kilometer från huvudstaden Riga. Distriktet angränsar med distrikten Balvi i norr, Madona i väster, Krāslava i söder och Ludza i öster. Den ersattes av Rēzekne kommun (lettiska: Rēzekne novad).
Den största staden är Rēzekne med 32 328 invånare, men tillhörde ett eget distrikt.